# Modec
Modec é uma empresa multinacional japonesa que presta serviços para a indústria de petróleo e gás natural, com presença em mais de 14 países. A empresa é proprietária/operadora e empreiteira de EPCI para sistemas de produção flutuantes, incluindo unidades flutuantes de produção, armazenamento e transferência (FPSO), unidades flutuantes de armazenamento e transferência (FSO), FLNGs, plataformas de pernas de tensão (TLPs), semissubmersíveis e Sistemas de Amarração. A MODEC foi fundada em 1968 como um ramo do grupo japonês Mitsui, com a empresa Mitsui Engineering & Shipbuilding Co., Ltd. possuindo mais de 50% das ações da companhia. Desde 2003, quando construiu e começou a operar o seu primeiro FPSO em território nacional para a iniciativa privada, a MODEC cresceu e tornou-se a líder no mercado de FPSOs, possuindo e operando mais de 15 navios no Brasil, abrangendo a Bacia de Santos e a Bacia de Campos.